# Хабиблер (квартал на Истанбул)
„Хабиблер“ (на турски: Habibler) е квартал на Истанбул, разположен в градска околия Султангази. Общата му площ е 6,2 км2. Според данни на Адресната система за регистриране на населението (ABPRS) към 2024 г. населението на „Хабиблер“ е 7988 жители.